# San Saturnino (Moneglia)
San Saturnino è una frazione ligure di circa 96 abitanti del comune di Moneglia, da cui dista poco più di due chilometri, posta a 163 metri sul livello del mare, sulla strada provinciale 55 che congiunge Moneglia alla località Bracco, posta a 412 metri, dove si innesta sulla via Aurelia (Strada statale 1).

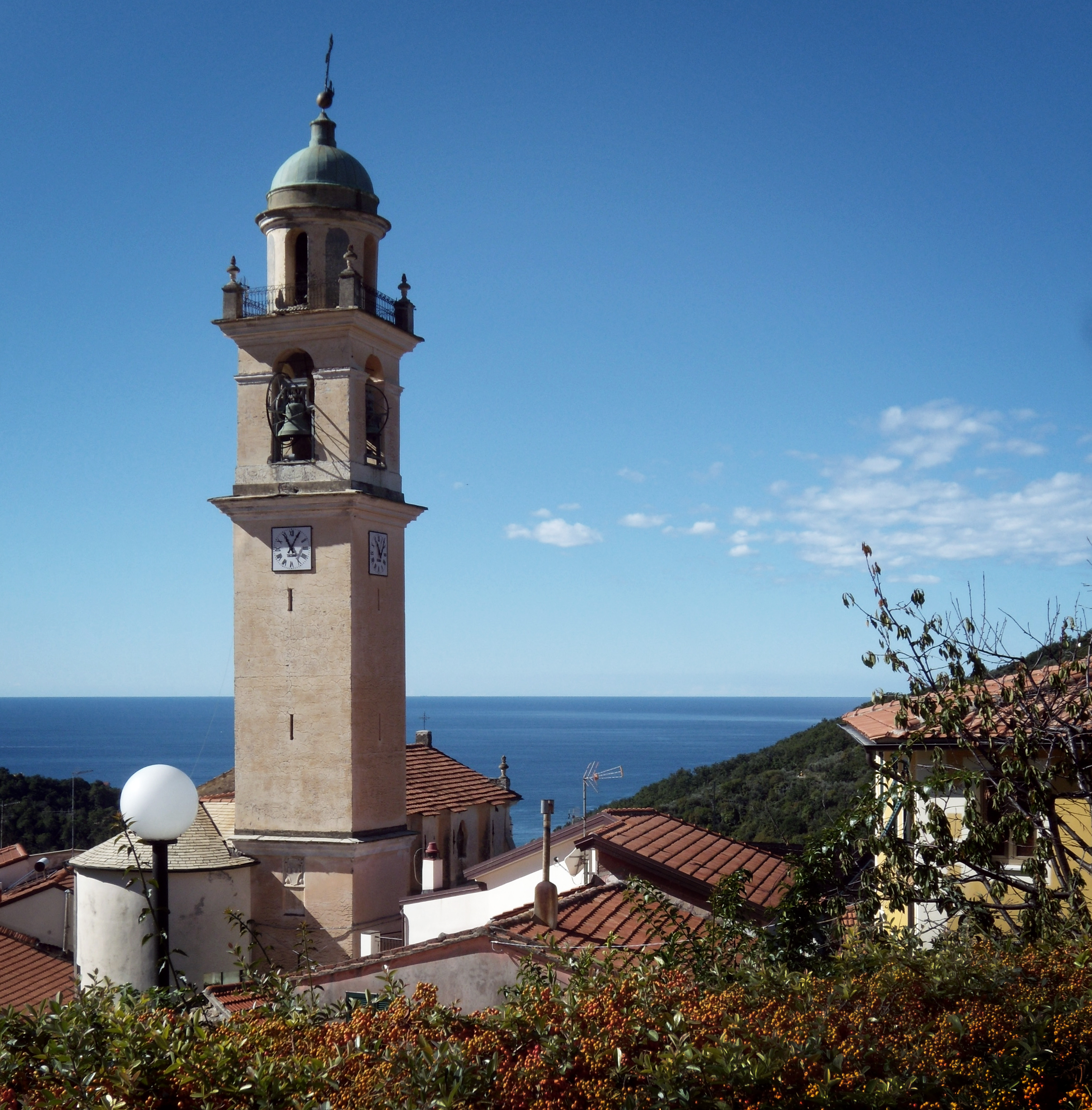
Il campanile della chiesa di San Saturnino

## Storia
Nel progetto di Costituzione della Repubblica Ligure, elaborato nel 1797,  era indicato come comune indipendente da Moneglia, incluso nel distretto del Gromolo con Sestri levante come capo cantone 
Nel secolo XIX era presente nel suo territorio una piccola cava di ardesia.
Il 20 ottobre 2011, in seguito ad un terremoto con epicentro la Val Trebbia, la croce in bronzo del campanile della chiesa di San Saturnino si è staccata dalla base rimanendo sospesa ad oltre 30 metri d'altezza.

## Popolazione
Attualmente San Saturnino conta circa 96 abitanti.
La sua parrocchia  nel 1845 annoverava 440 persone, ridottesi a 94 all'inizio del secolo XXI, decremento in linea con quanto avviene nella frazioni montane dei paesi liguri.
San Saturnino è il luogo di nascita di Luigi Burgo (31-3-1876) fondatore delle omonime cartiere e senatore del Regno, che qui fece costruire la scuola e l'asilo, nonché l'acquedotto e il piazzale della chiesa.
Il paesino ha avuto una lunga disputa con Luján in merito al luogo di nascita del naturalista Florentino Ameghino, oggi possiamo affermare senza tema di smentita che nacque a San Saturnino nel 1853 e immediatamente la sua famiglia emigrò in Argentina.